# Parque nacional de Biak-na-Bato
El Parque nacional de Biak-na-Bato es un área protegida de las Filipinas situada casi en su totalidad dentro del Barangay Biak-na-Bato en San Miguel, Bulacan, de donde se deriva su nombre. El parque se extiende también a los municipios cercanos de San Ildefonso y doña Remedios Trinidad con una superficie total de 2.117 hectáreas. Fue declarado parque nacional en 1937 por el presidente Manuel Luis Quezón en virtud de su asociación con la historia y la ubicación de la República de Biak-na-Bato.